# Tierärztliche Hausapotheke
Die Tierärztliche Hausapotheke (Abkürzung in Österreich: TÄ-HAPO) ist eine Form der Apotheke zur Lagerung und Abgabe von Arzneimitteln für Tiere. 

## Deutschland
Rechtlicher Rahmen sind in Deutschland § 67 Arzneimittelgesetz und die Verordnung über tierärztliche Hausapotheken (TÄHAV). Tierärztliche Hausapotheken befinden sich in den Räumen praktizierender Tierärzte sowie in Kliniken und tierärztlichen Bildungsstätten. Der Betrieb ist anzeigepflichtig und die Verantwortung obliegt einem approbierten Tierarzt.
Die Räume müssen eine einwandfreie Herstellung, Prüfung, Lagerung und Abgabe der Arzneimittel gewährleisten. Zudem müssen alle relevanten Rechtsvorschriften in aktueller Form vorliegen. Arzneimittel dürfen vom Tierarzt an Tierhalter nur zur Behandlung von Tieren oder Tierbeständen abgegeben werden, wenn eine tierärztliche Untersuchung vorausging und der Behandlungserfolg kontrolliert werden kann. Über den Erwerb, die Prüfung und den Verbleib der Arzneimittel besteht eine Nachweispflicht.

## Österreich
In Österreich regeln der § 13 des Tierärztegesetzes (TÄG), der 6. Abschnitt der Arzneimittelbetriebsordnung und die Verordnung der Österreichischen Tierärztekammer über den Erwerb der Zusatzqualifikation zur Führung einer Hausapotheke (Hausapothekenqualifikationsordnungsverordnung, HApoQualVO) den Betrieb einer Tierärztlichen Hausapotheke. Danach müssen Tierärzte vor der Anmeldung einer Hausapotheke 20 Stunden auf dem Gebiet der Arzneimittelanwendung absolvieren und eine Sachprüfung ablegen. Die Apothekenführung und die Arzneimittelabgabe sind nur durch Tierärzte zulässig. Mindestens ein Raum muss zur Lagerung und Abgabe von Arzneimitteln zur Verfügung stehen, welcher dann nicht für andere Zwecke verwendet werden darf.